# Stazione di Kita-Hachiōji
La stazione di Kita-Hachiōji (北八王子駅?, Kita-Hachiōji-eki) è una stazione ferroviaria situata nell'area metropolitana di Tokyo, a Hachiōji. Essa serve la linea Hachikō della JR East e i servizi diretti sulla linea Kawagoe provenienti da Hachiōji.

## Linee
JR East
■ Linea Hachikō
■■ Linea Hachikō - Kawagoe (servizio ferroviario)

## Struttura
La stazione è costituita da due marciapiedi laterali con due binari passanti in superficie, collegati al fabbricato viaggiatori posto sopra di essi da scale e ascensori per l'accesso senza barriere architettoniche. Sono presenti tornelli automatici con il supporto alla bigliettazione elettronica Suica e distributori automatici di biglietti.
| 1 | ■ Linea Hachikō           | per Hachiōji                     |
| 2 | ■ Linea Hachikō e Kawagoe | per Komagawa, Takasaki e Kawagoe |

## Stazioni adiacenti
| «             | Servizio      | »             |
| Linea Hachikō | Linea Hachikō | Linea Hachikō |
| ------------- | ------------- | ------------- |
| Hachiōji      | Locale        | Komiya        |